# Атлантіс-11
Атлантіс-11 — унікальне сульфідного мідно-цинкове родовище у западині осьового рифтового ґрабена Червоного моря. 
Рудоносні пласти і лінзи мулових осадів містять Fe 29%, Cu 1,3-3,6%, Zn 3,4-9,8%, Pb 0,1%, Ag 52,9 г/т, Au 0,47 г/т. 
Запаси всього родовища понад 80 млн т руди.